# 김태길
김태길(金泰吉, 1920년 11월 15일 - 2009년 5월 27일)은 대한민국의 수필가이다. 충청북도 충주에서 태어났으며, 1945년 도쿄 대학교 법학부를 중퇴하고, 1947년 서울대학교 철학과를 졸업했다. 1960년 존스 홉킨스 대학교 철학박사학위를 받았다. 도의문화저작상 수상했으며, 서울대학교 교수, 철학연구회 회장, 대한민국학술원 회장 등을 지냈다.